# NGC 1302
NGC 1302 ist eine Linsenförmige Galaxie vom Hubble-Typ SB0/a im Sternbild Fornax am Südsternhimmel. Sie ist schätzungsweise 72 Millionen Lichtjahre von der Milchstraße entfernt und hat einen Durchmesser von etwa 85.000 Lichtjahren. Gemeinsam mit vier weiteren Galaxien gilt sie als Mitglied der NGC 1255-Gruppe (LGG 86).
Die Typ-Ia-Supernova SN 2003if wurde hier beobachtet.
Das Objekt wurde im Februar 1885 von Edward Emerson Barnard entdeckt.

## NGC 1255-Gruppe (LGG 86)
| Galaxie   | Alternativname | Entfernung/Mio. Lj |
| --------- | -------------- | ------------------ |
| NGC 1255  | PGC 12007      | 71                 |
| NGC 1201  | PGC 11559      | 72                 |
| NGC 1302  | PGC 12431      | 72                 |
| PGC 12011 | ESO 481-014    | 74                 |
| PGC 12309 | ESO 481-018    | 76                 |